# كلفن روي
كلفن روي (بالإنجليزية: Kelvin Roy)‏ هو ملحن نيوزلندي، ولد في 8 سبتمبر 1961 في فلينت في الولايات المتحدة.